# FAMOUS MICROPHONE
『FAMOUS MICROPHONE』（フェイマス・マイクロフォン）は、鬼束ちひろの1枚目の洋楽カバー・アルバム。

## 解説
- 自身初の洋楽カバー作品。
- 全11曲のうち、本人オリジナル曲が1曲収録されている。
- アルバムリリースは約1年1ヶ月振り。
- ジャケット写真は、彼女のリップを大胆にアップしたもので、これは「私の歌じゃないから、全身が写るのはどうか？って思った」という本人の提案によるものである。
- 収録曲のうち、「Time After Time」と「The Rose」は『HOTEL MURDERESS OF ARIZONA ACOUSTIC SHOW』でも披露された。

## 収録曲
| #   | タイトル                                                        | 作詞・作曲                                                         | 編曲                                                                                | 時間 |
| --- | --------------------------------------------------------------- | ------------------------------------------------------------------ | ----------------------------------------------------------------------------------- | ---- |
| 1.  | 「Scarborough Fair」(オリジナル版：サイモン&ガーファンクル)     | イングランド民謡（パブリック・ドメイン）                           | アート・ガーファンクル、ポール・サイモン、 ヴォーカルアレンジ：エリック・ゴーフィン | 3:14 |
| 2.  | 「Brass In Pocket」(オリジナル版：プリテンダーズ)               | クリッシー・ハインド、ジェイムズ・ハニーマン・スコット             | アダム・パリーン                                                                    | 3:03 |
| 3.  | 「Mother Nature's Son」(オリジナル版：ザ・ビートルズ)           | ジョン・レノン、ポール・マッカートニー                             | エリック・ゴーフィン                                                                | 2:55 |
| 4.  | 「Time After Time」(オリジナル版：シンディ・ローパー)           | シンディ・ローパー、ロブ・ハイマン                                 | アダム・パリーン                                                                    | 4:31 |
| 5.  | 「Desperado」(オリジナル版：イーグルス)                         | グレン・フライ、ドン・ヘンリー                                     | 根岸孝旨                                                                            | 3:37 |
| 6.  | 「Sweet Home Alabama」(オリジナル版：レーナード・スキナード)    | ロニー・ヴァン・ザント、ゲイリー・ロッシントン、エドワード・キング | エリック・ゴーフィン                                                                | 5:00 |
| 7.  | 「Take Me Home, Country Roads」(オリジナル版：ジョン・デンバー) | ビル・ダノフ、タフィー・ナイヴァート、ジョン・デンバー             | エリック・ゴーフィン                                                                | 3:02 |
| 8.  | 「You've Got A Friend」(オリジナル版：キャロル・キング)         | キャロル・キング                                                   | 根岸孝旨                                                                            | 5:12 |
| 9.  | 「I Need To Be In Love」(オリジナル版：カーペンターズ)          | リチャード・カーペンター、ジョン・ベティス、アルバート・ハモンド   | 坂本昌之                                                                            | 3:40 |
| 10. | 「The Rose」(オリジナル版：ベット・ミドラー)                    | アマンダ・マクブルーム                                             | 根岸孝旨、 ストリングスアレンジ：小松原温子                                         | 4:06 |
| 11. | 「Bitter Flavor Road」(Special Track)                           | 鬼束ちひろ                                                         | エリック・ゴーフィン                                                                | 3:52 |